# 南特交易所

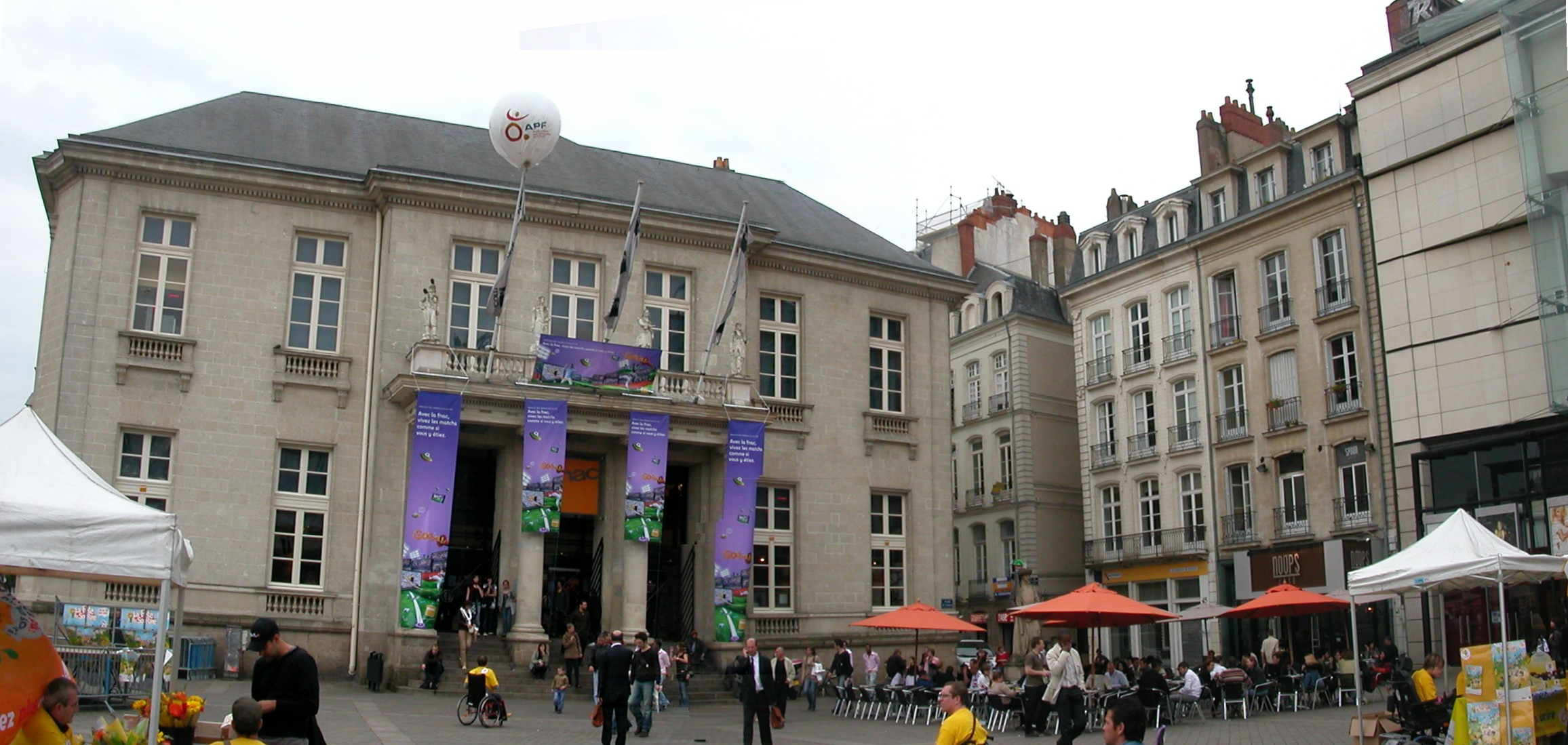
南特交易所

南特交易所（Palais de la Bourse）位于法国南特市中心的商业广场（place du Commerce），毗邻菲多岛。它始建于1790年7月1日法国大革命初期，随着1794年废除奴隶制，恐怖统治，港口被封锁，南特经济受到冲击，1808年停工。1812年拿破仑颁布法令，于1815年完成。20世纪末修复。
建筑师Mathurin Crucy，还设计了皇家广场上的格拉斯兰剧院。
1947年1月24日，南特交易所被列为法国历史古迹。
47°12′46″N 1°33′30″W / 47.21278°N 1.55833°W